# Kamen Rider Stronger
Kamen Rider Stronger(仮面ライダーストロンガー Kamen Raidā Sutorongā) è una serie tokusatsu giapponese ed è la quinta delle serie di Kamen Rider. Venne trasmessa sul canale Tokyo Broadxasting System dal 5 aprile 1975 al 27 dicembre 1975 per un totale di 39 episodi. Stronger è stata prodotta in collaborazione fra la Toei e la Ishimori Productions.

## Storia
Dopo la morte del suo migliore amico per mano dell'organizzazione criminale Black Satan, Jo Shigeru si finse di voler diventare un membro del gruppo e si sottopone a un'operazione chirurgica per diventare un potente guerriero cyborg per potersi vendicare, fuggendo prima del lavaggio del cervello. Durante la fuga, Jo incontra Yuriko Misaki, un'altra persona tramutata in cyborg da Black Satan. I due decisero di combattere l'organizzazione rispettivamente come Kamen Rider Stronger e Tackle l'Onda Elettrica Umana. Il duo viene aiutato anche da Tobei Tachibana.
Stronger, Tackle e Tobei combatterono contro le diaboliche forze di Black Satan, inclusi i comandanti Generale Shadow e Mister Titan. Nonostante l'obbiettivo comune di conquistare il mondo, Shadow e Titan non vanno d'accordo ed entrano in competizione su chi ucciderà Stronger e spesso, la loro rivalità torna utile agli eroi.
Nell'episodio 26, Stronger riesce a far cadere Black Satan. Successivamente, Generale Shadow fonda L'Armata Delza per continuare a seguire i suoi scopi. Ci sono due momenti chiave nella serie:Prima, Tackle si sacrifica per sconfiggere Doctor Kate, un membro di Delza. La sua morte colpisce profondamente Stronger che giura di continuare a combattere finché l'Armata Delza non sarà distrutta. Successivamente, Stronger, dopo un'operazione, ottiene uno speciale potenziamento chiamato Forma Charge Up, che amplifica la sua forza e i suoi poteri elettrici.
Verso la fine della serie, Kamen Rider Ichigo, Nigo, V3, Riderman, X e Amazon aiutano Stronger a sconfiggere Generale Shadow e il Grande Capo dell'Armata Delza.

## Personaggi
- Jo Shigeru/Kamen Rider Stronger(城茂 Jō Shigeru/仮面ライダーストロンガー Kamen Raida Sutoronga): Un ragazzo dalla personalità eccentrica ma onesta. Indossa varie maglie con una grossa lettera S disegnata sul petto e una giacca di pelle con una rosa sulla schiena. Nei panni di Kamen Rider Stronger si presenta ai nemici recitando la frase: Il cielo chiama, la terra grida, la folla ruggisce, tutti mi chiamano per colpire il male. Ascoltate malvagi! Io sono il campione della giustizia, Kamen Rider Stronger!

- Yuriko Misaki/"Tackle: L'Onda Elettrica Umana" (岬 ユリコ Misaki Yuriko/電波人間タックル Denpa Ningen Takkuru): Una ragazza che è stata rapita e trasformata in cyborg da Black Satan, che viene salvata da Stronger e decise di diventare sua alleata. Nei panni di Tackle ha un aspetto simile alla coccinella e la sua mossa speciale è la Denpa Nage (Lancio Elettromagnetico). Nel corso della serie inizierà a sviluppare dei sentimenti romantici per Jo. Verso la fine della serie, si sacrifica per sconfiggere Doctor Kate.

- Tobei Tachibana (立花 藤兵衛 Tachibana Tōbee): Il famoso manager di corse motociclistiche torna ancora una volta per dare manforte al Rider di turno. Kamen Rider Stronger è l'ultima serie dove compare.

## Caratteristiche di Stronger
Kamen Rider Stronger ha un aspetto simile allo scarabeo rinoceronte giapponese (Kabutomushi), la sua moto si chiama Kabutoro (カブトロー Kabutorō) e la sua Henshin Belt si chiama Electrer (エレクトラー Erekutorā). Stronger ha il potere di manipolare l'energia elettrica e le sue mosse speciali sono a base di elettricità.
- Stronger Electro Kick (ストロンガー電キック Sutorongā Den Kikku?)

- Double Kick (ダブルキック Daburu Kikku?)

- Stronger Double Kick (ストロンガーダブルキック Sutorongā Daburu Kikku?)

- Screw Kick (スクリューキック Sukuryū Kikku?)

- Electro Kick (エレクトロキック Erekutoro Kikku?)

- Return Kick (反転キック Hanten Kikku?)

- Electro Punch (電パンチ Den Panchi?)

- Electro Chop (電チョップ Den Choppu?)

- Electro Fire (エレクトロファイヤー Erekutoro Faiyā?)

- Electro Touch (電タッチ Den Tatchi?)

- Electro Shock (電ショック Den Shokku?)

- Electro Beam (電気ビーム Denki Bīmu?)

- Electro Stream (電気ストリーム Denki Sutorīmu?)

- Electro Thunder (エレクトロサンダー Erekutoro Sandā?)

- Reverse Breaker (反転ブリーカー Hanten Burīkā?)

- Electro Magnet (電気マグネット Denki Magunetto?)

- Anti-Magnetic Force Line (反磁力線 Han Jiryokusen?)

- Electrolysis (電気分解 Denki Bunkai?)

- Rider Video Signal (ライダービデオシグナル Raidā Bideo Shigunaru?)

- Kabuto Catcher (カブトキャッチャー Kabuto Kyatchā?)

- Stronger Barrier (ストロンガーバリア Sutorongā Baria?)

- Battery Short (バッテリーショート Batterī Shōto?)

- Super Electron Ultra Cyclone (超電子ウルトラサイクロン Chō Denshi Urutora Saikuron)-usato in Kamen Rider Spirits

Forma Charge Up
Stronger è stato il primo Kamen Rider ad avere una forma di combattimento alternativa, precedendo di tredici anni Kamen Rider Black RX. Stronger ha ottenuto la forma Charge Up da un'operazione del Dottor Masaki nell'episodio 31. Per assumere questa forma, Stronger pronuncia "Charge Up!" (チャージアップ! Chāji Appu!), la S sul suo petto inizia a roteare, le sue antenne e parte del suo corpo diventano di colore argento e la sua forza viene amplificata. Ma Stronger può rimanere in questa forma per solo un minuto. La forma Charge Up ha anche delle mosse speciali:
- Super Electron Drill Kick (超電子ドリルキック Chō Denshi Doriru Kikku)

- Super Electro Three-step Kick (超電三段キック Chō Den Sandan Kikku)

- Super Electro Screw Kick (超電スクリューキック Chō Den Sukuryū Kikku)

- Super Electro Lightning Kick (超電稲妻キック Chō Den Inazuma Kikku)

- Super Electro Big Wheel Kick (超電大車輪キック Chō-Den Dai Sharin Kikku)

- Super Electro Headfirst Drop (超電逆落とし Chō Den Saka Otoshi)

- Super Electro Jet Throw (超電ジェット投げ Chō Den Jetto Nage)

- Super Electro Speed Diving Punch (超電急降下パンチ Chō Den Kyukōka Panchi)

## Lista episodi
1.I am the Electric Human Stronger!! (おれは電気人間ストロンガー！！ Ore wa Denki Ningen Sutorongā!!?)
2.The Secret of Stronger and Tackle! (ストロンガーとタックルの秘密！ Sutorongā to Takkuru no Himitsu!?)
3.The Thriller House Calls for Children!! (スリラーハウスが子どもを呼ぶ！！ Surirā Hausu ga Kodomo o Yobu!!?)
4.The Demonic Motorbike Reckless Driving Operation! (悪魔のオートバイ暴走作戦！！ Akuma no Ōtobai Bōsō Sakusen!!?)
5.Black Satan's School Lunch!? (ブラックサタンの学校給食！？ Burakku Satan no Gakkō Kyūshoku!??)
6.The Jellyfish Kikkaijin Who Took the Form of a Teacher! (先生に化けたクラゲ奇械人！ Sensei ni Baketa Kurage Kikkaijin!?)
7.Rider Great Reversal!! (ライダー大逆転！！ Raidā Dai Gyakuten!!?)
8.Don't Melt, Rider! The Final Blow, Electro Kick!! (溶けるなライダー！とどめの電キック！！ Tokeru na Raidā! Todome no Den Kikku!!?)
9.The Band of Demons Has Come!! (悪魔の音楽隊がやって来た！！ Akuma no Ongakutai ga Yattekita!!?)
10.The Frightful Gummer Bug! It Targets Humans!! (恐怖のガンマー虫！人間を狙う！！ Kyōfu no Ganmā Mushi! Ningen o Nerau!!?)
11.Chameleorn! Demonic Film!? (カメレオーン！悪魔のフィルム！？ Kamereōn! Akuma no Firumu!??)
12.Duel! Stronger's Grave!? (決闘！ストロンガーの墓場！？ Kettō! Sutorongā no Hakaba!??)
13.The One-Eyed Titan! The Final Counter Attack!! (一ツ目タイタン！最後の逆襲！！ Hitotsume Taitan! Saigo no Gyakushū!!?)
14.The Appearance of Enigmatic Chief Executive Shadow! (謎の大幹部シャドウの出現！ Nazo no Dai Kanbu Shadō no Shutsugen!?)
15.Shadow's Trump That Calls Death!! (死を呼ぶシャドウのトランプ！！ Shi o Yobu Shadō no Toranpu!!?)
16.The Bloodsucking Bubunger's Demonic Present! (吸血ブブンガー悪魔のプレゼント！ Kyūketsu Bubungā Akuma no Purezento!?)
17.Ghost Story, The Demonic Easter (怪談 悪魔の復活祭 Kaidan Akuma no Fukkatsusai?)
18.Ghost Story, The Bottomless Swamp (怪談 底なし沼 Kaidan Sokonashi Numa?)
19.Ghost Story: The Cursed Old Castle! (怪談 呪われた古城！ Kaidan Norowareta Kojō!?)
20.The Great Scary Desert! Two Tōbeis?! (恐怖の大砂漠！二人の藤兵衛！？ Kyōfu no Dai Sabaku! Futari no Tōbei!??)
21.Samegashima, Decisive Battle in the Sea! (鮫ヶ島海中大決戦！ Samegashima Kaichū Dai Kessen!?)
22.Rider Execution at 12:00!? (１２時００分ライダー処刑！？ Jūniji Zerofun Raidā Shokei!??)
23.The Devil of the Underground Kingdom!! (地底王国の魔王！！ Chitei Ōkoku no Maō!!?)
24.Bizarre! The Unmanned Train Runs!! (怪奇！無人電車が走る！！ Kaiki! Mujin Densha ga Hashiru!!?)
25.Don't Die!! Shigeru Jō in the Electric Chair (死ぬな！！電気椅子の城茂 Shinu na!! Denki Isu no Jō Shigeru?)
26.Seen!! The Great Leader's True Identity!! (見た！！大首領の正体！！ Mita!! Dai Shuryō no Shōtai!!?)
27.Remodelled Majin! The Delza Army Appears!! (改造魔人！デルザー軍団現わる！！ Kaizō Majin! Deruzā Gundan Arawareru!!?)
28.Oh! Stronger...into Small Pieces?! (あ！ストロンガーがこなごなに…？！ A! Sutorongā ga Konagona ni...?!?)
29.The Curse of Majin Kate's Blood! (魔人ケイト血ののろい！ Majin Keito Chi no Noroi!?)
30.Goodbye, Tackle! Her Last Activity!! (さようならタックル！最後の活躍！！ Sayōnara Takkuru! Saigo no Katsuyaku!!?)
31.Stronger's Great Remodelling!! (ストロンガー大改造！！ Sutorongā Dai Kaizō!!?)
32.Deadly! Super Electro Three-step Kick!! (必殺！超電三段キック！！ Hissatsu! Chō Den Sandan Kikku!!?)
33.Stronger Dies in the Full Moon!? (ストロンガー満月に死す！？ Sutorongā Mangetsu ni Shisu!??)
34.The Snake Woman's Bloodsucking Hell! (ヘビ女の吸血地獄！ Hebi Onna no Kyūketsu Jigoku!?)
35.The Man Who Returned! The Name is V3!! (帰って来た男！その名はＶ３！！ Kaettekita Otoko! Sono Na wa Bui Surī!!?)
36.Three Riders Vs. The Powerful Delza Army! (三人ライダー対強力デルザー軍団！ Sannin Raidā Tai Kyōryoku Deruzā Gundan!?)
37.Riders Captured! Long Live Delza!! (ライダー捕らわる！デルザー万才！！ Raidā Torawaru! Deruzā Banzai!!?)
38.Appearance! Riders 1, 2!! (出現！ライダー１号２号！！ Shutsugen! Raidā Ichigō Nigō!!?)
39.Goodbye! The Glorious Seven Riders! (さようなら！栄光の七人ライダー！ Sayōnara! Eigō no Shichinin Raidā!?)

## Cast
- Shigeru Jō (城 茂 Jō Shigeru?): Shigeru Araki (荒木 茂 Araki Shigeru?)
- Yuriko Misaki (岬 ユリ子 Misaki Yuriko?): Kyōko Okada (岡田 京子 Okada Kyōko?)
- Tōbei Tachibana (立花 藤兵衛 Tachibana Tōbee?): Akiji Kobayashi (小林 昭二 Kobayashi Akiji?)
- Yōichirō Masaki (正木 洋一郎 Masaki Yōichirō?): Hiroshi Ogasawara (小笠原 弘 Ogasawara Hiroshi?)
- Titan (タイタン Taitan?): Akira Hamada (浜田 晃 Hamada Akira?)
- Dead Lion (デッドライオン Deddo Raion?, Voice): Mahito Tsujimura (辻村 真人 Tsujimura Mahito?)
- Grande Capo di Black Satan, Grande Capo Dell'Armata Delza, Grande Capo Roccia (ブラックサタン大首領, デルザー軍団大首領, 岩石大首領 Burakku Satan Daishuryō, Deruzā Gundan Daishuryō, Ganseki Daishuryō?, Voice): Gorō Naya (納谷 悟朗 Naya Gorō?)
- Generale Shadow (ジェネラルシャドウ Jeneraru Shadō?, Voice): Hidekatsu Shibata (柴田 秀勝 Shibata Hidekatsu?)
- Maresciallo Machine (マシーン大元帥 Mashīn Daigensui?, Voice): Osamu Ichikawa (市川 治 Ichikawa Osamu?)
- Narratore (ナレーター Narētā?): Shinji Nakae (中江 真司 Nakae Shinji?)